# سيسي ألفونسو
سيسيليا "سيسي" ألفونسو (مواليد 14 يناير 1945) هي أخصائية اجتماعية أمريكية في مجال العلوم الجنائية ومناهضة ضد العنف الأسري والاستجابة له ومستشارة وناشطة في مجال التطوير التنظيمي، قد احتجت ضد حرب فيتنام واستخدام عقوبة الإعدام في الولايات المتحدة لمحاكمة المجرمين وذلك بغرض دعم تحسين الحقوق المدنية للنساء ومجتمع المثليين.
هي مؤسسة ورئيسة شركة “ألفونسو للاستشارات” Alfonso Consultants, Inc.، وقد تدربت وعملت كأخصائية اجتماعية وتعاونت مع محامي الدفاع المدني والجنائي على المستوى الوطني والدولي لأكثر من ثلاثة عقود لتقدم التقييمات النفسية والاجتماعية وغيرها من دعم العمل الاجتماعي لعملائهم. وخلال عملها، أجرت هي وزملاؤها أكثر من ألف تحقيق لتخفيف الأحكام القضائية.

## سنوات التكوين
ولدت سيسيليا "سيسي" ألفونسو في مدينة نيويورك بولاية نيويورك في الولايات المتحدة في 14 يناير 1945. وهي أمريكية من أصل كاريبي من الجيل الأول، درست في مدرسة مونتيفيور للتمريض العملي حيث حصلت على درجة ممرضة عملية مرخصة في عام 1965. وحصلت بعد ذلك على درجة البكالوريوس في علم النفس وعلم الاجتماع من كلية هود في عام 1977 و حصلت على درجة الماجستير في العمل الاجتماعي من كلية العمل الاجتماعي في جامعة روتجرز.
وفي بداية عام 1982 تم منحها سلسلة من الشهادات والتراخيص، بما في ذلك:
- CSW من قبل لجنة التعليم العالي في ولاية نيويورك (1982).

- ACSW من قبل الجمعية الوطنية للعاملين الاجتماعيين، أكاديمية العاملين الاجتماعيين (1983).

- LCSW من قبل هيئة العمل الاجتماعي في ولاية نيوجيرسي (1983).

- حصولها على اللقب الدبلوماسي من الجمعية الوطنية للعاملين الاجتماعيين (مسجلة سريرية، عاملة اجتماعية معتمدة، مشرفة في المدرسة 1985).

## النشاطات
خلال الستينيات والسبعينيات قامت بالاحتجاج ضد حرب فيتنام من أجل حقوق المدنيين وحقوق المرأة وحقوق مجتمع المثليين. كما أنها كانت عضوة في جمعية كومباهي ريفر كولكتيف (Combahee River Collective) ونشطت في محاولة إنهاء استخدام عقوبة الإعدام في الولايات المتحدة.

## التمريض والعمل الاجتماعي والمهنة القانونية
من عام 1969 إلى عام 1972 عملت ألفونسو كممرضة عملية مرخصة في غرفة العمليات في مستشفى موريسون في مدينة نيويورك وكان عملها يتعلق بجوانب جراحة النساء. وبين عامي 1978 و2000 عملت ألفونسو كعاملة اجتماعية في الممارسة السريرية في نيويورك ونيوجيرسي حيث عملت كأخصائية اجتماعية نفسية ومنسقة سريرية و اخصائية في الصحة العقلية ومستشارة في مجال المخدرات.
ابتداءً من عام 1984 قدمت ألفونسو افادة في قضايا قوية حول الموضوعات المتعلقة بالعنف المنزلي في القضايا القانونية في فلوريدا وماريلاند ونيوجيرسي ونيويورك وبنسلفانيا. كما عملت كاستشارية واخصائية للتخفيف عن حالات عقوبة الإعدام على مستوى الدولة والفيدرالية في أريزونا وفلوريدا وجورجيا وكنتاكي وماريلاند ونيوجيرسي ونيويورك وبنسلفانيا وبورتوريكو وجنوب كارولينا.
من عام 1994 إلى عام 2012 تم توظيف ألفونسو في مكاتب من قبل المحامين العامين للدولة والولاية في فلوريدا وإلينوي وإنديانا وكنتاكي وميزوري ونيو جيرسي ونيويورك وويسكونسن لتقوم بتدريب محاميهم وغيرهم من الموظفين فيما يتعلق بشأن تمثيل العميل المركز عليه، وإعداد وتقديم القضايا في المحاكم وقضايا التخفيف وإصدار الأحكام والمواضيع المتعلقة بالعنف الأسري. ومن عام 1995 إلى عام 2005، عملت ألفونسو أيضًا في كلية ألباني لتدريب المحامين على الكفاءة الثقافية وتمثيل العميل ليكون التركيز عليه. بالإضافة إلى ذلك، عملت ألفونسو كعضو هيئة تدريس ومقدمة في جمعية المساعدة القانونية الوطنية وجمعية المدافعين القانونيين من عام 1995 إلى عام 2010، حيث قدمت تدريبًا للمحامين وموظفيهم وغيرهم من الاخصائيين الاجتماعيين حول مواضيع مثل مراعاة الاختلافات الثقافية في القضايا المدنية والجنائية والقضايا المتعلقة بالدفاع في قضايا عقوبة الإعدام، وتأهيل العملاء وعائلاتهم للمحاكمة، و الديناميكيات النفسية والجنسية للمغتصب/القاتل المتسلسل، وتخفيف الغضب في قضايا العنف الأسري، وتأهيل الشهود للمحاكمة. كما تم توظيفها أيضًا كعضو هيئة تدريس في كلية كلارنس درو للدفاع ضد عقوبة الإعدام في جامعة ديبول من عام 2005 إلى عام 2012، حيث قدمت برامج تدريبية مماثلة وناقشت أيضًا تأثيرات الفقر والعرق والجنس والطبقة الاجتماعية على علاقات المحامين مع العملاء وفي إعدادات المحكمة. خلال خريف عام 2002 تم تعيينها أيضًا كأستاذة مساعدة في قسم الرياضيات والعلوم في كلية سانت روز في ألباني.

### تأسيس شركة ألفونسو للاستشارات حتى الوقت الحاضر
في عام 1988 أسست ألفونسو شركة Alfonso Consultants, Inc.  وقامت بتوسيع نطاقها لتقديم خدمات الاستشارة للمحامين في مجالات الدفاع المدني والجنائي على الصعيدين الوطني والدولي بالإضافة إلى تقديم تقييمات نفسية ودعم أعمال اجتماعية أخرى لعملاء هؤلاء المحامين، قدمت خدمات الاستشارة للمحامين وعملائهم في أكثر من سبعمائة قضية رأسمالية (عقوبة الإعدام) وأجرت أيضًا أكثر من ألف تحقيق للتخفيف عن العقوبة بالتعاون مع زملائها في قضايا في كولومبيا وكوبا والسلفادور وبورتوريكو والولايات المتحدة. كما شهدت أيضًا كشاهدة خبيرة خلال فترة مراحل العقوبة في العديد من قضايا عقوبة الإعدام.
عملت أيضًا مع جمعية المدافعين عن حقوق الإنسان في ولاية نيويورك منذ عام 2005 حيث قدمت التدريب للمحامين وغيرهم من الموظفين فيما يتعلق بتأثيرات الفقر والعرق والجنس والطبقة الاجتماعية على علاقات المحامين مع العملاء وفي إعدادات قاعات المحكمة وطرق تعزيز تمثيل العميل للتركيز عليه.

## الجهود الإضافية للخدمة الاجتماعية
تعمل ألفونسو في مجلس إدارة "العمل العام لنيويورك Citizen Action of New York" وهي رئيسة سابقة لمجلس جمعية المدافعين عن الأحكام القضائية الوطنية وفي عام 2017 شاركت في لجنة الحقيقة حول الفقر في ولاية نيويورك التي أنشأها تحالف العمل والدين في ولاية نيويورك.

### ظهورها في البرامج الإخبارية والبرامج الحوارية
كانت ألفونسو ضيفة في العديد من البرامج الإخبارية والبرامج الحوارية طوال حياتها المهنية، بما في ذلك:
- "متلازمة النساء المعتدى عليهن"، برنامج سونيا لايف (سي إن إن، 1990)

- "عقوبات بديلة" (بي بي سي تلفزيون، 1993)

- "متلازمة النساء المعتدى عليهن"، برنامج سالي جيسي رافاييل (إن بي سي، 1996)

- "العنف الأسري"، برنامج سالي جيسي رافاييل (إن بي سي، 1997)

- "النساء المتطفلات"، برنامج مونتيل ويليامز (WOR-TV، 1998)

- "الاخصائي الاجتماعي الشرعي"، راديو الاخصائي الاجتماعي (WCDB Radio، 2017)

- "العمل الاجتماعي وعقوبة الإعدام" (إذاعة WOOC، 2018)

## المنشورات
- ألفونسو، س. وباور، ك. "تعزيز الدفاع عن رأس المال: دور الاخصائي الاجتماعي السريري الشرعي." واشنطن، العاصمة: ذا تشامبيون (البطل)، 1986.

- ألفونسو، س. "الفقر وتأثيره على علاقة المحامي والعميل"، في ذا أدفوكيت (المحامي)، المجلد 13، العدد 4، يونيو 1991 (تمت المراجعة في مايو 2006، المجلد 28، رقم 3).

- ألفونسو، س. "وحدة التدريب للكفاءة الثقافية." جيرسي سيتي، نيو جيرسي: ألفونسو أسوشيتس، 1995.

- ألفونسو، س. "المخاوف والاعتبارات لأخصائيين تخفيف الأحكام الذين يتعاملون مع التحقيقات الدولية"، في كورنرستون، المجلد 29، العدد 2، سبتمبر-ديسمبر 2007.

## الجوائز والتكريمات الأخرى
حصلت ألفونسو على العديد من الجوائز والتكريمات، بما في ذلك:
- جائزة تريل بليزر للإبتكار والقيادة، من العمل الاجتماعي في نيو جيرسي (1992).

- جائزة الابتكار والقيادة - جائزة إدوين جولد لخدمات ستيبس لإنهاء العنف الأسري (1995).

- جائزة عضو هيئة التدريس المتميز في برنامج مهارات المحاكمة الأساسية لمعهد المدافعين عن حقوق الإنسان في ولاية نيويورك (يونيو 2000).

- جائزة ميم جورج من الجمعية الوطنية للأحكام القضائية (2005).

- جائزة "Life in the Balance Achievement" من الجمعية الوطنية للمساعدة القانونية والدفاع (مارس 2008).

- جائزة التقدير المقدمة من حاكم ولاية نيو جيرسي جون كورزين، تقديرًا لعملها الرائد كمتخصصة في مجال التخفيف عن الأحكام والذي ساهم بشكل كبير في إلغاء عقوبة الإعدام في نيو جيرسي (2008).

- جائزة التقدير لخدمتها كأول رئيسة لجمعية الدفاع عن الأحكام القضائية والمتخصصين في تخفيف الأحكام (مارس 2013).

## روابط خارجية
- سيسيليا "سيسي" ألفونسو، LCSW، ACSW، CSW (الموقع الرسمي).
- "أوراق سيسي ألفونسو، 1989-2018"، مكتبة شليزنجر حول تاريخ المرأة في أمريكا، معهد هارفارد رادكليف، جامعة هارفارد.
- “استعادة التاريخ مع سيسي ألفونسو” (صوتي). تروي، نيويورك: ملاذ وسائل الإعلام المستقلة (عبر أرشيف الإنترنت)، 3 سبتمبر 2018.